# Natural Rebel
Natural Rebel è il sesto album in studio del cantautore britannico Richard Ashcroft, pubblicato il 19 ottobre 2018.

## Genesi del disco
La pubblicazione del disco fu annunciata il 15 agosto 2018, insieme al tour britannico di Ashcroft. L'album vede la partecipazione dei produttori Jon Kelly ed Emre Ramazanoglu ed è il primo senza il produttore Chris Potter, storico collaboratore del cantante. Comprende dieci canzoni scritte da Ashcroft ed è stato registrato per la maggior parte dei brani negli State of the Ark Studios, nel quartiere londinese di Richmond upon Thames, con alcune successive sessioni a The Bunker, Tileyard Studios e Hoxa HQ.
Il primo singolo, Surprised by the Joy, è stato pubblicato il 10 settembre 2018. Il secondo singolo, Born to Be Strangers, è stato pubblicato il 26 settembre seguente, mentre il terzo, That's When I Feel It, il 10 ottobre.
L'album è disponibile anche in edizione deluxe nel formato CD, LP e cassetta e una maglietta promozionale.

## Tracce
Testi e musiche di Richard Ashcroft.
1. All My Dreams – 4:27
2. Birds Fly – 3:57
3. Surprised by the Joy – 5:37
4. That's How Strong – 4:44
5. Born to Be Strangers – 4:13
6. That's When I Feel It – 4:02
7. We All Bleed – 3:58
8. A Man in Motion – 5:03
9. Streets of Amsterdam – 5:20
10. Money Money – 5:02

Durata totale: 46:23